# Hoorn
Hoorn (Hoarn, en frisó) és una ciutat d'Holanda del Nord, al nord-oest dels Països Baixos. El seu municipi, que també inclou els poblets de Blokker i Zwaag, té una població de 68.037 habitants (1 de juny del 2005). La seva superfície total és de 52,49 km² dels quals 32,62 corresponen a aigua i només 19,87 a terra ferma.
Situada a les riba oriental de l'IJsselmeer, és un dels principals centres comercials de Westflinge, una comarca de l'antiga Frísia Occidental. Limita al nord amb Medemblik i Wervershoof, a l'oest amb Koggenland i a l'est amb Drechterland.

## Història
Fundada el segle xii sobre una llengua de terra que s'endinsava al mar (el nom de Hoorn vol dir "cap"), la ciutat rebé els seus drets municipals el 1357. La seva època d'esplendor foren els segles xvi i XVII (Segle d'Or Neerlandès) durant els quals esdevingué una important base de la Companyia Neerlandesa de les Índies Orientals i centre comercial destacat. La seva flota hi duia productes de luxe d'arreu del món, entre els quals les espècies. El 1616, Willem Schouten, fill de la ciutat, batejà el Kaap Hoorn en honor seu (actualment, Cap d'Hornos).

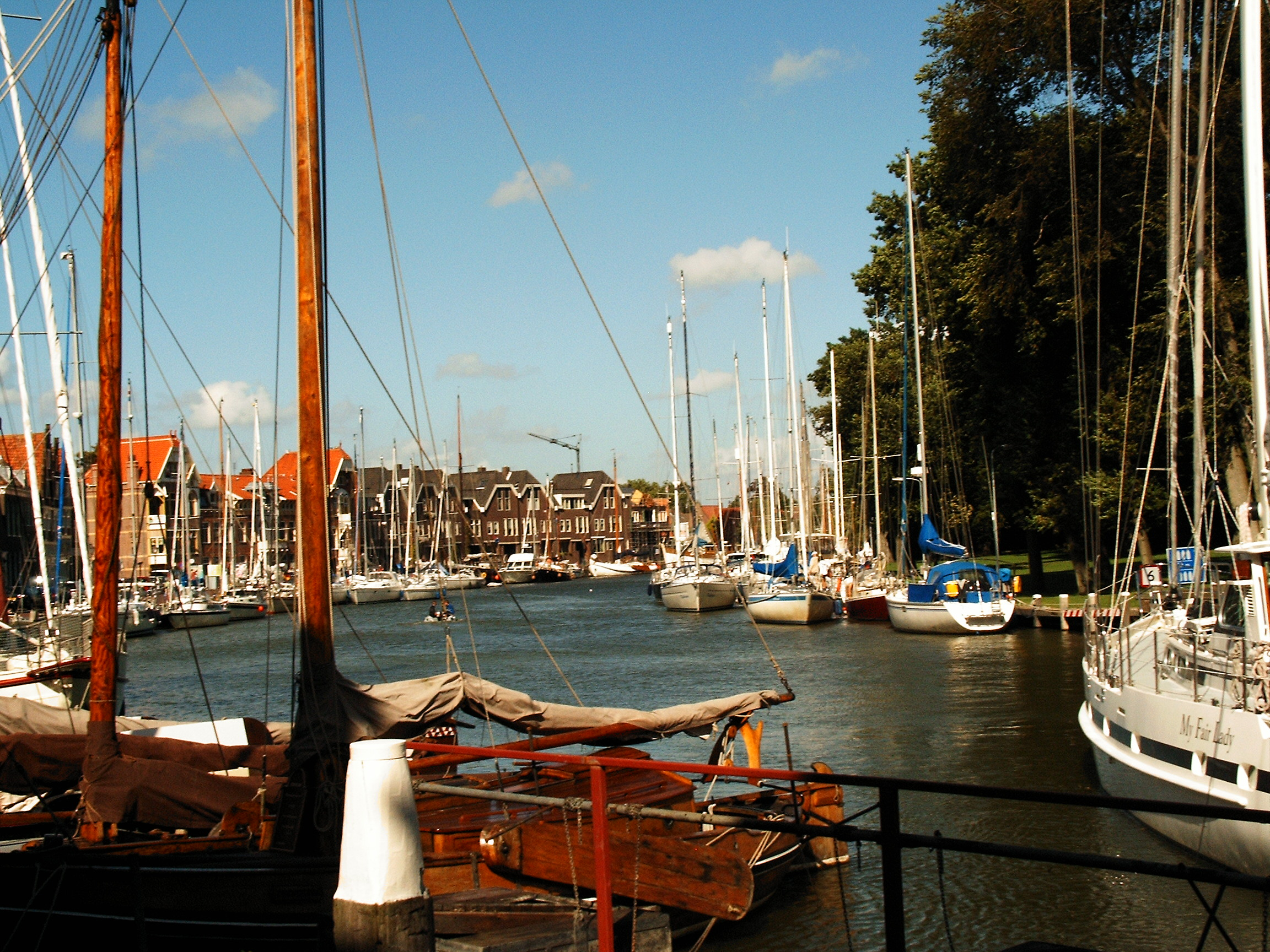
Port de Hoorn.

Arran de la competència d'Amsterdam i Anglaterra com a bases de comerç transoceànic, el port inicià durant el segle xiii un declivi que fou segellat el 1932 amb l'Afsluitdijk (que li tallà l'accés directe a l'oceà). La ciutat però, s'havia bolcat des del segle xix a la producció agrícola i lletera, tot esdevenint de nou un centre comarcal, que accentuà amb l'arribada del ferrocarril. Actualment compta amb un tren turístic de vapor.

## Origen del nom
Sobre l'origen del nom de la ciutat Hoorn, les variants d'ortografia antigues, són Horn(e) i Hoirne, que no volen dir banya, i podrien provenir de Hornicwed. El Hornic medieval significa Hoek, i wed o wedor és una paraula medieval per a "aigua". Innombrables llocs i barris als Països Baixos segueixen sent anomenats Heurne, Huurne o Horn. Hornicwed es referiria a un lloc en una cantonada de la costa. També es diu de vegades que es tracta d'un racó del dic, però això fa sorgir dubtes: la costa del Zuiderzee arribava fins més lluny de Hoorn que ara: l'oest frisó de l'Omringdijk originalment anava des de l'oest en línia recta a Schardam i davant d'aquest dic hi havia terra fora del dic, on també hi havia el poble de Dampten esmentat per Velius. Aquesta zona va quedar inundada a partir de 1391, quan es va abandonar el vell dic, després que es posés un nou dic més a l'interior i es creés la primera base per a la badia del salt Hoornse. No obstant això, Hoorn ja existia en aquells moments, igual que el nom. Per a l'origen de Hornicwed també hom pot pensar en el significat de certes paraules actuals per aquesta àrea, és a dir, una certa àrea (habitada) situada a certa distància de l'aigua.
L'escriptor de l'Origo Civitatis Hornensis suposa que deriva de "Hoorn van Damphoorn". Damphoorn és el nom medieval d'una herba que creixia a la zona exterior del dic de Hoorn. L'escriptor Velius rebutja aquesta afirmació perquè no hi ha mencions antigues en les que a Hoorn se l'anomeni Damphoorn: el nom de Hoorn ja existia abans que l'espècia Damphoorn arribés a aquesta lloc, ja que no hi havia cap bosc en la zona. Velius també rebutja la declaració que el nom era originalment Dampter Horn: un barri del poble de Dampten, la primera part del qual va passar després a unir-se amb el poble de Dampten.

## Mites
Hi ha molts mites sobre l'origen del nom Hoorn. Segons antigues llegendes frisones, el nom Hoorn deriva del fillastre del rei Radboud, que es deia Hornus. Altres històries diuen que el nom Hoorn prové d'un rètol amb una banya, que es va penjar al començament del segle xiv en un dels establiments del Roode Steen. Una tercera variant estableix que el nom Hoorn deriva de la forma de banya que tenia la part d'aigua dels primers ports.

## Ajuntament
- PvdA - 10 regidors
- VOC Hoorn - 6 regidors
- CDA - 5 regidors
- GroenLinks - 4 regidors
- VVD - 3 regidors
- Hoornse Senioren Partij - 1 regidor
- D66 - 1 regidor
- Hoorns Belang - 1 regidor
- Tonnaer - 1 regidor
- De Meij - 1 regidor

## Fills notables
- Jan Pieterszoon Coen, treballador de la Companyia de les Índies Orientals (s. XVII)
- Willem Schouten, navegant del segle XVII
- Jan Linsen, pintor i dibuixant.
- Gerard Boedijn, compositor del segle XX
- Bart Jan Bok, astrònom del segle xx (nacionalitzat estatunidenc)
- Maarten Houttuyn, metge i naturalista del segle XVIII
- Frank de Boer, futbolista
- Ronald de Boer, futbolista
- Pim Ligthart, ciclista
- Maria Barnas, escriptora